# Европско првенство у атлетици на отвореном 2010 — 50 километара ходање за мушкарце
Дисциплина 50 километара ходање у мушкој конкуренцији на Европском првенству у атлетици 2010. у Барселони одржана је у 30. јула на улицама града.
Учествовало је 27 такмичара из 15 земаља. Постигнут је 1 национални рекорд (Ирска), Светски рекорд сезоне, 4 лична и 4 појединачна рекорда сезоне. Прва четири такмичара била су боља од светског рекорда сезоне, а укупно 7 их је трчало боље од европског рекорда сезоне.

## Званични рекорди
| Рекорди пре почетка Европског првенства 2010. | Рекорди пре почетка Европског првенства 2010. | Рекорди пре почетка Европског првенства 2010. | Рекорди пре почетка Европског првенства 2010. | Рекорди пре почетка Европског првенства 2010. |
| --------------------------------------------- | --------------------------------------------- | --------------------------------------------- | --------------------------------------------- | --------------------------------------------- |
| Светски рекорд                                | Денис Нижегородов · Русија                    | 3:34:14                                       | Чебоксари, Русија                             | 11. мај 2008.                                 |
| Европски рекорд                               | Денис Нижегородов · Русија                    | 3:34:14                                       | Чебоксари, Русија                             | 11. мај 2008.                                 |
| Рекорди Европских првенстава                  | Роберт Кожењовски · Пољска                    | 3:36:39                                       | Минхен, Немачка                               | 6. август 2002.                               |
| Светски рекорд сезоне                         | Јуки Јамазаки · Јапан                         | 3:46:56                                       | Ваџима, Јапан                                 | 18. април 2010.                               |
| Европски рекорд сезоне                        | Рафал Августин · Пољска                       | 3:49:54                                       | Дудинце, Словачка                             | 27. март 2010.                                |

| Рекорди после завршетка Европског првенства 2010. | Рекорди после завршетка Европског првенства 2010. | Рекорди после завршетка Европског првенства 2010. | Рекорди после завршетка Европског првенства 2010. | Рекорди после завршетка Европског првенства 2010. |
| ------------------------------------------------- | ------------------------------------------------- | ------------------------------------------------- | ------------------------------------------------- | ------------------------------------------------- |
| Светски рекорд сезоне                             | Јоан Дини · Француска                             | 3:40:39                                           | Барселона, Шпанија                                | 30. август 2010.                                  |
| Европски рекорд сезоне                            | Јоан Дини · Француска                             | 3:40:39                                           | Барселона, Шпанија                                | 30. август 2010.                                  |

## Победници
|                     |                      |                       |
| Јоан Дини Француска | Грегорж Судол Пољска | Сергеј Бакулин Русија |

## Сатница
| Датум         | Време | Коло   |
| ------------- | ----- | ------ |
| 30. јул 2010. | 7:35  | Финале |

## Резултати

### Финале
| Пласман | Такмичар            | Држава      | Време           | Белешке         |
| ------- | ------------------- | ----------- | --------------- | --------------- |
| Злато:  | Јоан Дини           | Француска   | 3:40:37         | СРС             |
| Сребро: | Грегорж Судол       | Пољска      | 3:42:24         | ЛР              |
| Бронза: | Сергеј Бакулин      | Русија      | 3:43:26         | ЛР              |
| 4       | Роберт Хефернан     | Ирска       | 3:45:30         | НР              |
| 5       | Хесус Анхел Гарсија | Шпанија     | 3:47:56         | ЛРС             |
| 6       | Marco de Luca       | Италија     | 3:48:36         | ЛРС             |
| 7       | Андре Хене          | Немачка     | 3:49:29         |                 |
| 8       | Лукаш Новак         | Пољска      | 3:51:31         |                 |
| 9       | Тадас Шушкевичиус   | Литванија   | 3:52:31         | ЛР              |
| 10      | Јуриј Андронов      | Русија      | 3:54:22         | ЛРС             |
| 11      | Колин Грифин        | Ирска       | 3:57:58         | ЛРС             |
| 12      | Андреас Густафсон   | Шведска     | 3:58:02         |                 |
| 13      | Душан Мајдан        | Словачка    | 4:00:51         | ЛР              |
| 14      | Аугусто Кардосо     | Португалија | 4:03:40         |                 |
| 15      | Предраг Филиповоћ   | Србија      | 4:06:29         |                 |
| –       | Донатус Скарнулис   | Литванија   | Дисквалификован | Дисквалификован |
| –       | Сергеј Кирдјапкин   | Русија      | Није завршио    | Није завршио    |
| –       | Trond Nymark        | Норвешка    | Није завршио    | Није завршио    |
| –       | Андреј Ковенко      | Украјина    | Није завршио    | Није завршио    |
| –       | Алекс Швацер        | Италија     | Није завршио    | Није завршио    |
| –       | Сергеј Будза        | Украјина    | Није завршио    | Није завршио    |
| –       | Артур Брзозовски    | Пољска      | Није завршио    | Није завршио    |
| –       | Кристофер Линке     | Немачка     | Није завршио    | Није завршио    |
| –       | Антонио Переира     | Португалија | Није завршио    | Није завршио    |
| –       | Јарко Кинунен       | Финска      | Није завршио    | Није завршио    |
| –       | Милош Батовски      | Словачка    | Није завршио    | Није завршио    |
| –       | Микел Одриозола     | Шпанија     | Није завршио    | Није завршио    |

### Пролазна времена
| Дистанца | Такмичарк | Држава    | Време    |
| -------- | --------- | --------- | -------- |
| 5 км     | Јоан Дини | Француска | 22:12    |
| 10 км    | Јоан Дини | Француска | 44:23    |
| 15 км    | Јоан Дини | Француска | 1:06:16  |
| 20 км    | Јоан Дини | Француска | 1:28:09  |
| 25 км    | Јоан Дини | Француска | 1:49:56  |
| 30 км    | Јоан Дини | Француска | 2:11:53  |
| 35 км    | Јоан Дини | Француска | 2:33:45' |
| 40 км    | Јоан Дини | Француска | 2:55:30  |
| 45 км    | Јоан Дини | Француска | 3:17:51  |